# Samarie
Pour les articles homonymes, voir Samarie (homonymie).
Pour les articles ayant des titres homophones, voir Samary et Samari.
 (août 2024).
Si vous disposez d'ouvrages ou d'articles de référence ou si vous connaissez des sites web de qualité traitant du thème abordé ici, merci de compléter l'article en donnant les références utiles à sa vérifiabilité et en les liant à la section « Notes et références ».

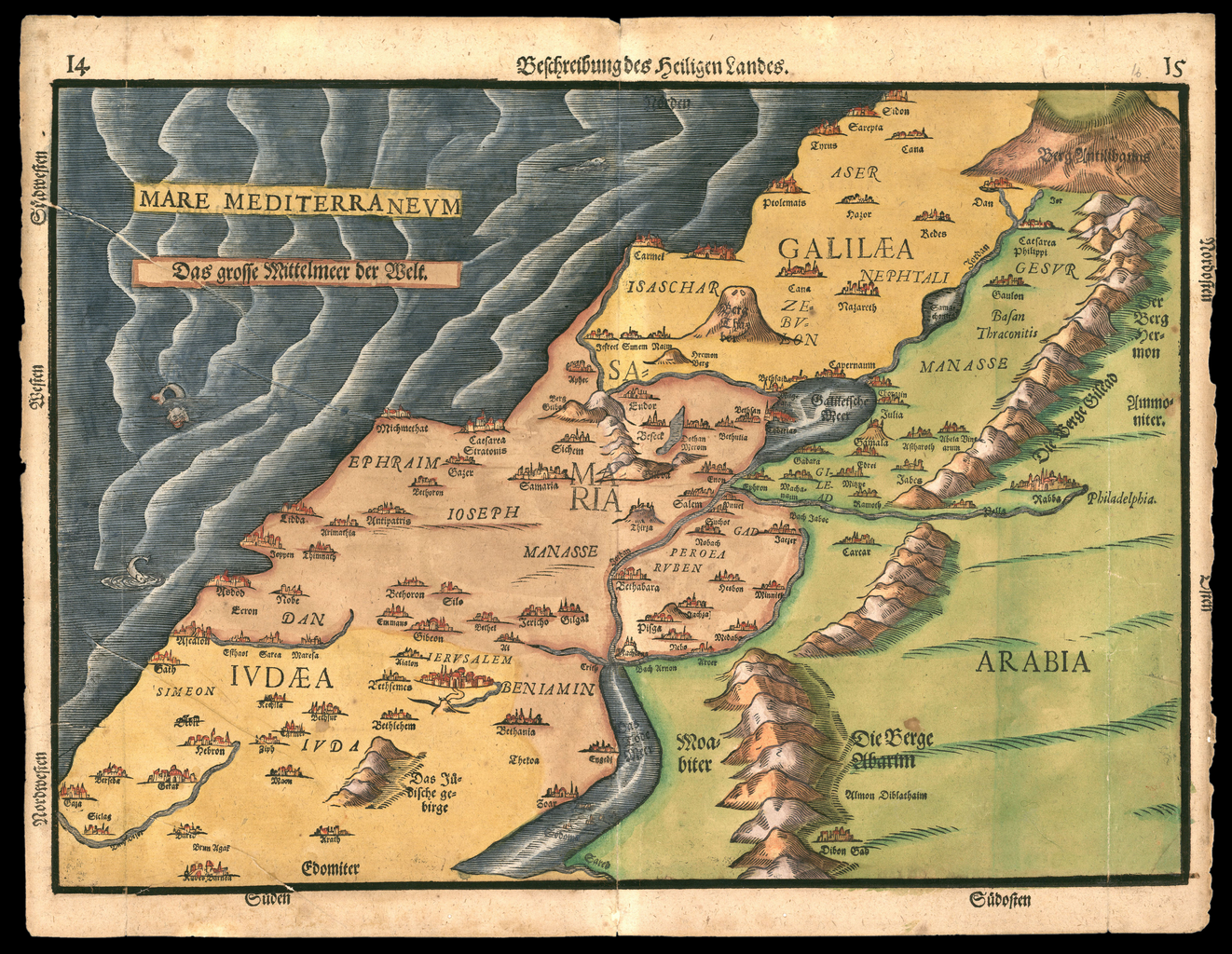
Carte du XVI, avec la Samarie entre la Galilée et la Judée

Samarie (שומרון, Shomrôn) est une région du centre de la Palestine entre la Galilée au nord et la Judée au sud. Dominée par le mont Carmel et par le mont Thabor, la Samarie est une voie de passage traditionnelle entre la côte méditerranéenne et l'intérieur désertique. Hérode le Grand lui donnait le nom de Sébaste. Elle se situe à la fois sur la partie septentrionale de la Cisjordanie et sur une partie d'Israël qui s'étend aussi à la méditerranée et à la Galilée. Elle a constitué l'ancien royaume d'Israël autour de son ancienne capitale Samarie (de nos jours à l'emplacement actuel se trouve Sebastia) près de Naplouse, royaume rival de son voisin judéen du sud, celui de Juda.

## Aujourd'hui
La Samarie est de nos jours située sur une partie d'Israël et de la Cisjordanie correspondant à l'ancien Royaume d'Israël.
Le cas du district israélien Judée-Samarie
A la suite de la guerre des 6 jours, Israël repousse les jordaniens à l'Est du Jourdain et occupe la Cisjordanie dont la partie septentrionale est une partie de la Samarie. A partir du 17 décembre 1967 Israël désigne la Cisjordanie par la « Judée-Samarie » (yéhoudâ we-shomrôn) et rejette l'appellation de « territoire occupé » utilisé internationalement ou de territoire dit « rive occidentale du Jourdain », comme le font de nombreux spécialistes, juristes et géographes anglo-saxons. Cette province devient un district soit une subdivision administrative territoriale d'Israël.
Selon un article du journal Le Monde en page 4 du numéro daté du 21 juin 2023, le nombre d'Israéliens établis en Judée-Samarie est de 471 000 personnes. Cette statistique ne fait pas apparaître de façon spécifique la part de résidents en Samarie par rapport à ceux résidant en Judée. L'arrivée des premiers Israéliens en Judée-Samarie s'est faite après juin 1967, avec les premières implantations militaires du Nahal (jeunesse  pionnière combattante) puis, après leur transformation, en village ou en ville, en moshav ou en kibboutz et leur nombre d'habitants était alors faible : moins de 5 000 en 1970.

## Selon la Bible
Selon la Bible, à la mort du roi Salomon au Xe siècle av. J.-C., le royaume de David éclate en deux entités avec au sud, le royaume de Juda, avec pour capitale Jérusalem, et au nord le royaume d'Israël, avec pour capitale la ville de Samarie. (1 Rois 12) 
Historiquement, en -722, les Assyriens conduits par Salmanazar V, puis Sargon II, détruisent Samarie et mettent ainsi fin du même coup au royaume d'Israël. La population est déportée en exil et remplacée par des gens des pays environnant. (2 Rois chapitre 17 versets 24)  
Les deux Livres des Rois accuseront par la suite la population de Samarie d'être composée de colons venus de Babylonie ou de Syrie et convertis à une religion hébraïco-païenne. (2 Rois chapitre 17 versets 27 à 33) 

## Une branche du judaïsme intertestamentaire
Les habitants du royaume de Juda sont à leur tour déportés à Babylone en 586 av. J.-C., sous le règne de Nabuchodonosor II. Revenant au pays à la fin du Ve siècle, les exilés judéens (devenus des juifs par leur expérience de l'exil) écartent les Samaritains des travaux de reconstruction du Temple. Le nom de Samaritains devient synonyme pour eux d'hérésie et d'impureté.
Les Samaritains sont cependant fidèles à la Torah, pratiquent la circoncision et le sabbat. Ils édifient un temple au mont Garizim à la fin du IVe siècle av. J.-C., détruit par Jean Hyrcan Ier en 108 av. J.-C.
Une faible communauté de Samaritains a survécu jusqu'à nos jours dans la région de Naplouse.
La parabole du Bon Samaritain, dans les évangiles chrétiens, illustre l'opinion généralement mauvaise que les habitants du royaume de Juda avaient des Samaritains au début de notre ère.

## La ville byzantine
Vers 30 av. J.-C., Hérode le Grand fait reconstruire la ville et l'appelle Sébaste en l'honneur de l'empereur Auguste qui lui a donné la Samarie parmi d'autres territoires pris à la reine d'Égypte Cléopâtre VII.
Les ruines de Sébaste ont été retrouvées au lieu-dit sebastiyê (en arabe : sabasṭīya, سبسطية ; en hébreu : sebastieh, סבסטיה), dans le Triangle non loin de Naplouse.